# 후미타 겐이치로
후미타 겐이치로(일본어: 文田 健一郎, 1995년 12월 18일~)는 일본의 레슬링 선수로 2024년 하계 올림픽 그레코로만형 밴텀급 부문에서 금메달, 2020년 하계 올림픽 그레코로만형 밴텀급 부문에서 은메달을 획득했다. 

## 경력
야마나시현 니라사키시 출신으로 아버지인 도시로도 레슬링인이며 선수 경력을 거쳐 레슬링 감독을 맡았다. 소학교(초등학교) 5학년 때 레슬링을 시작했으며 한 학년 위인 여자 레슬링 유소년 선수 연습 상대로 활동했다. 이후 아버지의 권유로 본격적으로 레슬링을 시작했으며 니리사키 시립 중학교 3학년 때 전국 중학 선수권 대회에서 처음으로 우승을 경험했다.
중학교 졸업 후 아버지가 레슬링부 감독으로 있던 니라사키 공업 고등학교로 진학하여 레슬링을 계속했으며 전국 고교 레슬링 선수권 대회에서 3년 연속으로 우승을 달성했다. 고교 1학년때인 2010년에 일본 유소년 국가대표 선수로 발탁되었으며 그 해 7월 태국 방콕에서 열린 2010년 아시아 유스 선수권 대회에 참가했다. 후미타는 해당 대회에 그레코로만형 -46kg급에 출전했고 이란의 베흐루즈 말레키의 뒤를 이어 준우승을 차지했다.
2015년에 처음으로 국가대표로 발탁되었고 3월 헝가리 솜버트헤이에서 열린 국제 레슬링 연맹(FILA) 그랑프리에 참가하면서 첫음으로 국제 대회에 출전했다. 그는 이 대회에서 7위에 올랐다. 이후 같은 해 7월 스페인 마드리드에서 열린 그랑프리 대회에서 튀르키에의 셰리프 클르치를 꺾으면서 국제 대회 첫 우승을 차지했다.
2021년 8월 자국 일본의 도쿄에서 열린 2020년 하계 올림픽에 일본 국가대표로 참가하였다. 첫 상대인 알제리의 압둘카림 페르가트를 시작으로 중국의 와리한 싸이리커, 우크라이나의 레누르 테미로우를 차례로 꺾으며 결승에 진출했으며 결승전에서 쿠바의 루이스 오르타에게 패하며 은메달을 획득했다.